# Audencia Nantes

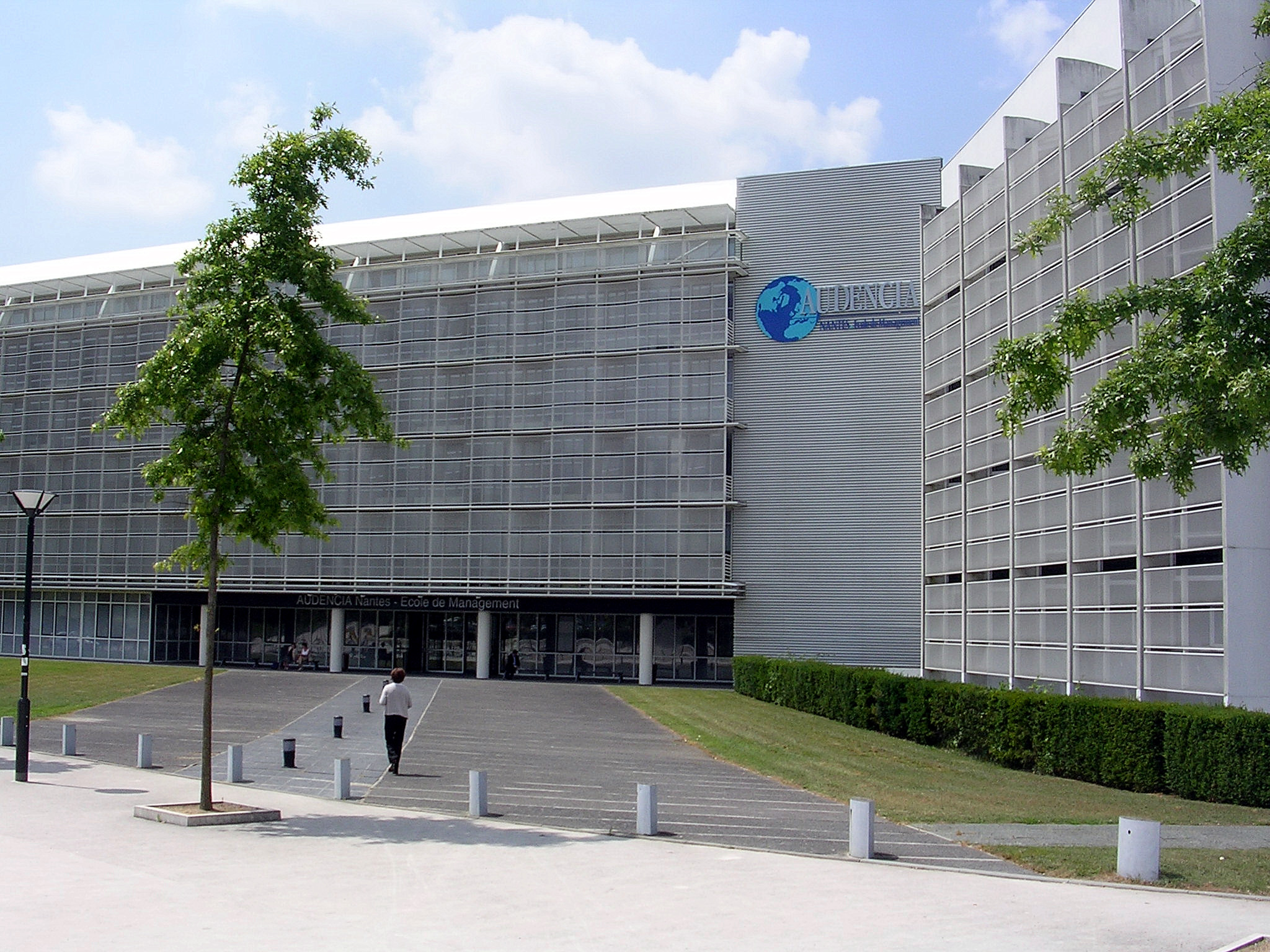
Audencia in Nantes, Frankreich (2006)

Die Audencia Business School (bis 2015 Audencia Nantes) ist eine private, staatlich anerkannte wissenschaftliche Wirtschaftshochschule und Grande école. Sie verfügt neben ihrem Hauptcampus in Nantes über fünf weitere Standorte in Paris, Peking sowie Shenzhen. Die Hochschule führt transnationale Bachelor-, Master-, Promotions- und MBA-Programme sowie Seminare zur Weiterbildung von Managern durch. Zudem bietet Audencia zusammen mit der École nationale de l’aviation civile ein Doppeldiplom-Studium an.

## Rankings und Akkreditierungen
Audencia Business School gehört zu den besten Business Schools in Frankreich. Das QS World University Ranking 2020 führt den Master in Management auf Platz 45 weltweit. Der Master „Management Engineering“ belegte 2016 weltweit Platz 24 im Financial Times Ranking.
Audencia Business School ist von allen wichtigen Agenturen (EQUIS, AMBA, AACSB) akkreditiert. Sie hält somit eine Triple Crown (Hochschulakkreditierung) Akkreditierung.

## Partneruniversitäten (Auswahl)

### Belgien
- Katholieke Universiteit Leuven
- Universität Antwerpen

### China
- Beijing Institute of Technology
- The Hong Kong Polytechnic University
- Tongji-Universität

### Deutschland
- WHU – Otto Beisheim School of Management
- Kühne Logistics University – Wissenschaftliche Hochschule für Logistik und Unternehmensführung (KLU)
- Technische Universität Dresden
- Technische Universität München
- HHL Leipzig Graduate School of Management
- EBS Universität für Wirtschaft und Recht
- RWTH Aachen
- Universität zu Köln

### Großbritannien
- London School of Economics and Political Science
- Lancaster University
- Cass Business School

### Italien
- Università Commerciale Luigi Bocconi

### Kanada
- HEC Montreal
- Queen’s University (Kingston)
- University of Victoria

### Niederlande
- Universität Maastricht
- Rotterdam School of Management, Erasmus University

### Norwegen
- BI Norwegian Business School
- Norwegische Handelshochschule

### Portugal
- Nova School of Business and Economics

### Schweden
- Universität Lund
- Stockholm School of Economics

### Vereinigte Staaten
- University of California, Berkeley
- Boston University
- Georgia State University
- San Diego State University
- Bentley University[11]

## Ehemalige Schüler
- Jean Arthuis,  französischer Zentrumspolitiker.
- Hervé Gaschignard, französischer Geistlicher und emeritierter Bischof von Aire und Dax.
- Fabien Vehlmann, französischer Comicautor.